# Tama-gawa
Pour les articles homonymes, voir Tama.
Le fleuve Tama (多摩川, Tama-gawa) est un cours d'eau du Japon traversant une partie de Tokyo dans l'île de Honshū.

## Géographie
La source du fleuve Tama se trouve sur le mont Kasadori à Kōshū dans la préfecture de Yamanashi. De là, il s'écoule plein est dans Tokyo où il forme le lac Okutama au-dessus du barrage d'Ogōchi. À partir de là, il prend le nom de Tama et coule au sud jusqu'à son embouchure.
Le long de son parcours, il forme la frontière entre les préfectures de Tokyo et de Kanagawa. Son embouchure, la baie de Tokyo, est à la frontière entre Ota-ku à Tokyo et la ville de Kawasaki à Kanagawa.

## Classement
Le gouvernement du Japon l'a classé fleuve de première importance.

## Histoire
Pendant l'époque d'Edo, les frères Tamagawa proposèrent et supervisèrent la construction d'une voie d'eau, la Tamagawa josui, pour détourner de l'eau du fleuve à partir de Hamura et l'apporter à Edo pour fournir de l'eau potable aux habitants.
C'est dans ce fleuve que l'écrivain Osamu Dazai et sa femme se donnèrent la mort en juin 1948.

## Autres noms
- Ichinose-gawa (fleuve Ichinose), sur son parcours amont
- Taba-gawa (fleuve Taba), sur son parcours amont
- Rokugo-gawa (fleuve Rokugo), près de son embouchure

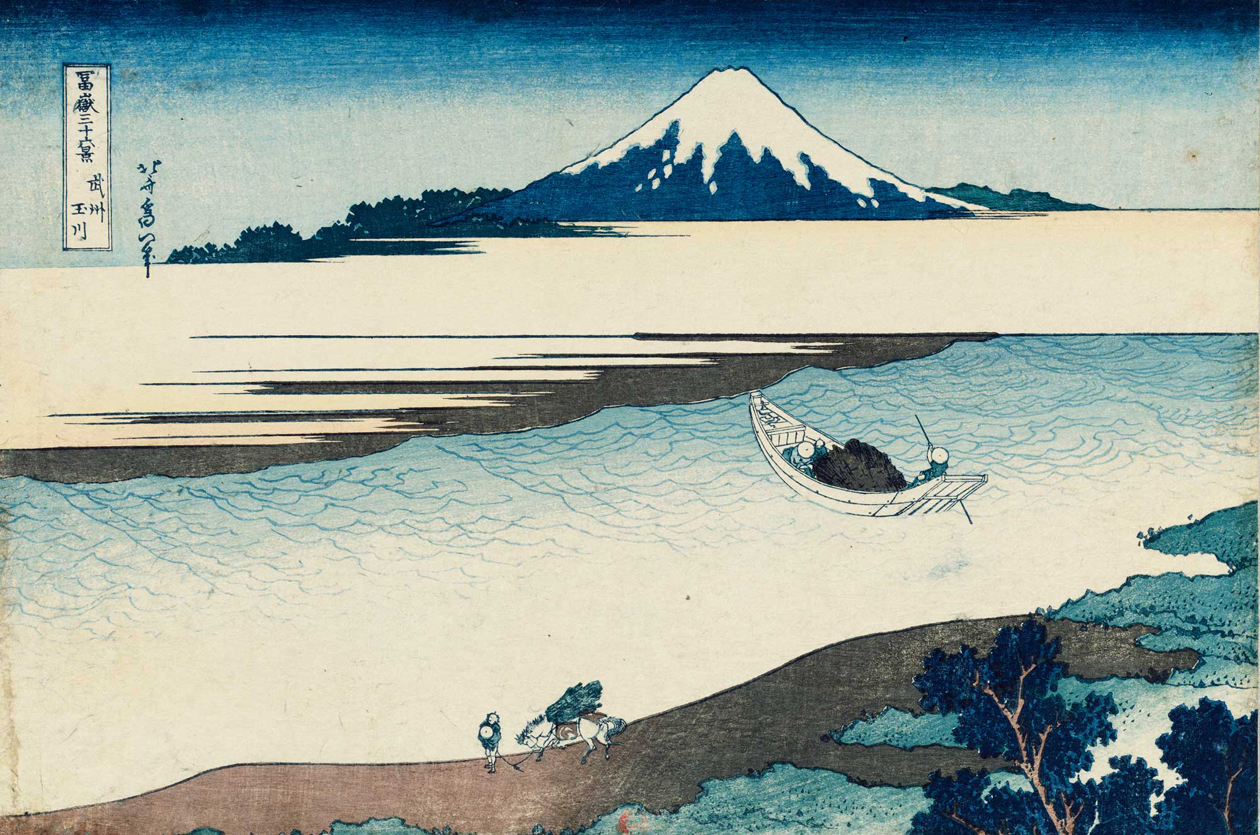
Le fleuve Tama-gawa dans la province de Musashi, Trente-six vues du mont Fuji, 8e vue, Hokusai.

## Lacs artificiels
- Lac Okutama
- Lac Shiromaru